# コンティキ号

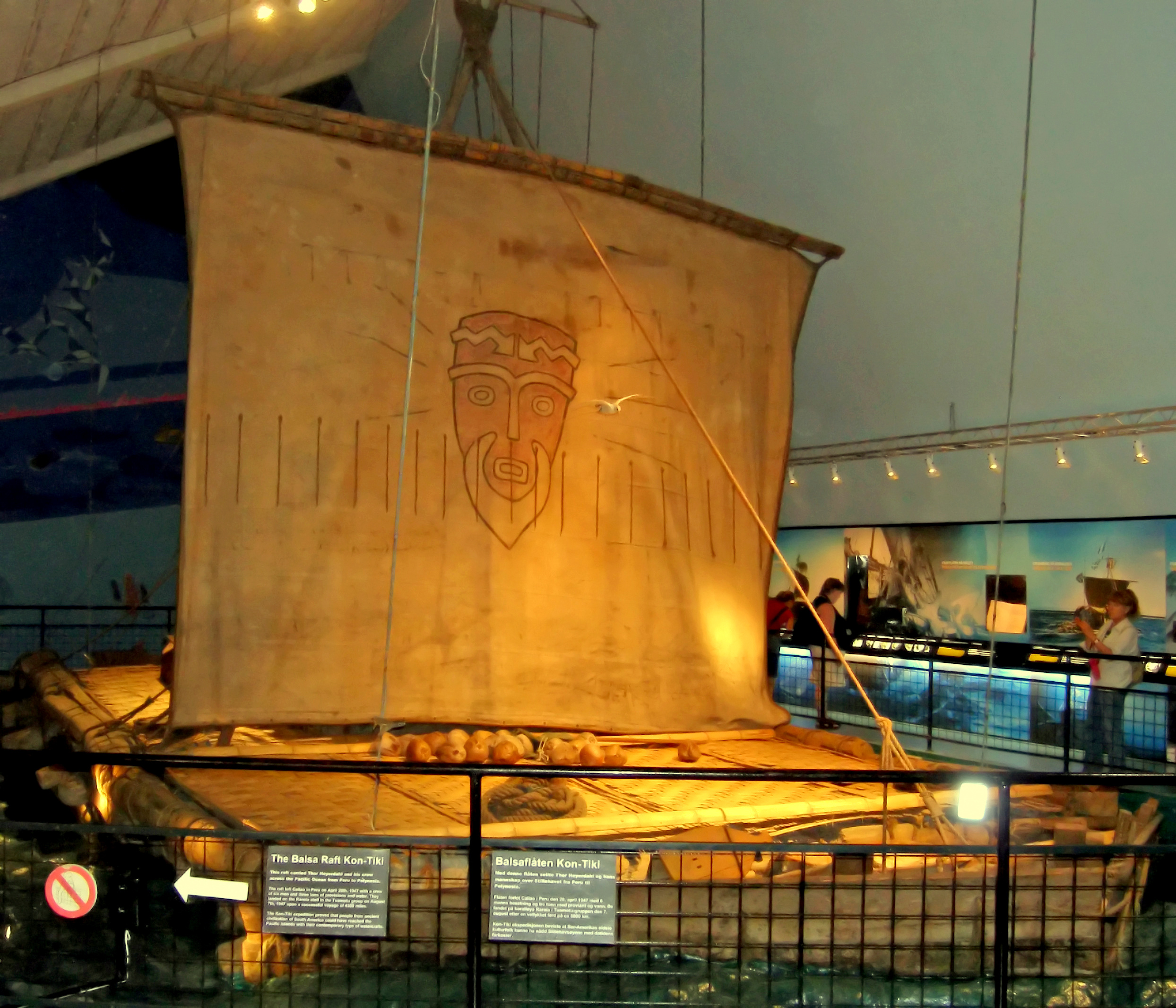
コンティキ・ミュージアムに展示されているコンティキ号

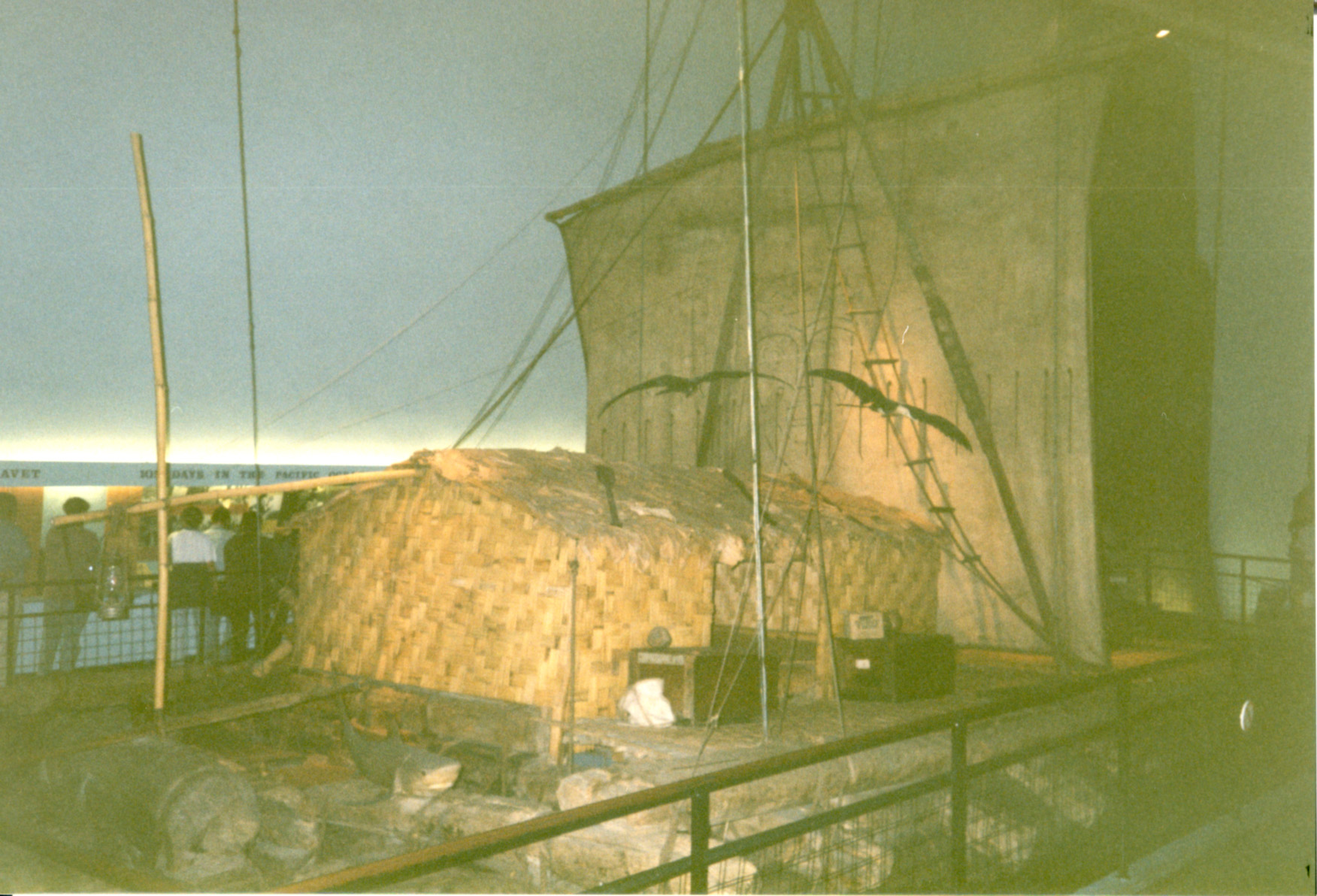
コンティキ号中央部

コンティキ号（コンティキごう、Kon-Tiki）は、ノルウェーの人類学者、トール・ヘイエルダールらによって1947年に建造されたマストとキャビンを持つ大型の筏。

## 概要
南太平洋の諸島に住むポリネシア人の起源について南米のインカ文明とポリネシア文明との相似点が多いことから、ポリネシア人の祖先が南米から海を渡って渡来したアメリカ・インディアンである、という説があった。
ヘイエルダールらはこの説を立証するため、インカを征服したスペイン人たちが描いた図面を元にして、バルサや松、竹、マングローブ、麻など、古代でも入手が容易な材料のみを用いて一隻のいかだを建造した。図面に忠実に製作されたが、航海の終り頃まで機能がわからないパーツもあったとヘイエルダールは語っている。なお食料は軍事用のレーションも積み込んでいたし、六分儀・時計といった航法機器や各種無線通信機・発振器やボートなど当時のテクノロジーの産物も使用していた（トール・ヘイエルダール#漂流実験）。 またアマチュア無線により、ノルウェーを含む世界各国との交信を行っていた。
下記の航海によって何の動力も持たない筏が、風と海流に流されてソサエティ諸島などの南太平洋の島々に漂着できる可能性を実証し、ポリネシア人の祖先がアメリカ・インディアンである「可能性」を証明した。船名はインカ帝国の太陽神ビラコチャの別名から命名された。

## 航海
1947年4月28日にペルーのカヤオ港を出発した。コンティキ号はカヤオ港沖80kmの地点までペルー海軍の艦艇で曳航され、フンボルト海流を越えてから航海を開始した。コンティキ号はヘイエルダールらの予想通りに西進し、7月30日にツアモツ諸島のプカプカ環礁を望見した。その後航海102日目の1947年8月7日にツアモツ諸島のラロイア環礁で座礁した。航海した距離は4,300マイル (8千km弱) に及んだ。

## その他
コンティキ号は現在ヘイエルダールの母国ノルウェーのオスロ市ビグドイ地区にあるコンティキ号博物館に展示されている。
ヘイエルダールは1948年に漂流航海の模様をまとめた『コン・ティキ号探検記』を発表した。同書は62ヶ国語に翻訳され、2000万部以上の大ベストセラーとなった。
ヘイエルダールたち6名のクルーとコンティキ号の航海を描いた長編ドキュメンタリー映画『Kon-Tiki』は、1951年のアカデミー賞長編ドキュメンタリー映画賞を受賞した。

## クルー
- トール・ヘイエルダール（Thor Heyerdahl）
- Erik Hesselberg
- ベングト・ダニエルソン（Bengt Danielsson）
- Knut Haugland
- Torstein Raaby
- Herman Watzinger